# Erolzheim
Erolzheim är en kommun i Landkreis Biberach i det tyska förbundslandet Baden-Württemberg. Kommunen består av ortsdelarna (tyska Ortsteile) Erolzheim, Bechtenrot, Dietbruck och Edelbeuren. Folkmängden uppgår till cirka 3 400 invånare, på en yta av 26,31 kvadratkilometer.
Kommunen ingår i kommunalförbundet Illertal tillsammans med kommunerna Berkheim, Dettingen an der Iller, Kirchberg an der Iller och Kirchdorf an der Iller.

## Befolkningsutveckling
| Befolkningsutvecklingen i Erolzheim 1975–2015 | Befolkningsutvecklingen i Erolzheim 1975–2015 | Befolkningsutvecklingen i Erolzheim 1975–2015 | Befolkningsutvecklingen i Erolzheim 1975–2015 | Befolkningsutvecklingen i Erolzheim 1975–2015 |
| --------------------------------------------- | --------------------------------------------- | --------------------------------------------- | --------------------------------------------- | --------------------------------------------- |
|                                               |                                               |                                               |                                               |                                               |
| År                                            |                                               |                                               | Folkmängd                                     | Areal (ha)                                    |
| 1975                                          | 1975                                          |                                               | 1 729                                         | 2 626                                         |
| 1980                                          | 1980                                          |                                               | 1 900                                         | 2 629                                         |
| 1985                                          | 1985                                          |                                               | 2 077                                         | 2 631                                         |
| 1990                                          | 1990                                          |                                               | 2 487                                         |                                               |
| 1995                                          | 1995                                          |                                               | 2 856                                         |                                               |
| 2000                                          | 2000                                          |                                               | 2 977                                         |                                               |
| 2005                                          | 2005                                          |                                               | 3 119                                         |                                               |
| 2010                                          | 2010                                          |                                               | 3 185                                         |                                               |
| 2015                                          | 2015                                          |                                               | 3 287                                         |                                               |
|                                               |                                               |                                               |                                               |                                               |